# Norwegische Sommer-Meisterschaften im Skispringen 2020
Die norwegischen Sommermeisterschaften im Skispringen 2020 fanden am 16. Oktober 2020 von der Granåsen-Großschanze in Trondheim statt. Seinen ersten Meistertitel im Einzel gewann Marius Lindvik, der bereits in der Vorsaison der bestplatzierte Norweger im Weltcup war. In Abwesenheit der weltweit besten Skispringerin der letzten Jahre – Maren Lundby – gewann Eirin Maria Kvandal überraschend das Meisterschaftsspringen der Frauen. Auch für sie war es der erste Titel. Der Veranstalter des „Plastmesterskap“ war der Norwegische Skiverband.

## Programm und Zeitplan
Zeitplan der norwegischen Meisterschaften:
| Datum            | Uhrzeit      | Ereignis              | Ort                 |
| ---------------- | ------------ | --------------------- | ------------------- |
| Fr., 16. Oktober | 15:45        | Teamleitertreffen     | Granåsen skisenter: |
| Fr., 16. Oktober | 17:00        | Training              | Granåsen skisenter: |
| Fr., 16. Oktober | 18:00        | Erster Durchgang      | Granåsen skisenter: |
| Fr., 16. Oktober | anschließend | Finaldurchgang Frauen | Granåsen skisenter: |
| Fr., 16. Oktober | anschließend | Finaldurchgang Männer | Granåsen skisenter: |
| Fr., 16. Oktober | 20:30        | Siegerehrung          | Granåsen skisenter: |

## Ergebnisse

### Männer
Am Meisterschaftsspringen der Männer nahmen 59 Athleten teil, von denen fünf disqualifiziert wurden. Zudem gingen weitere elf nicht an den Start. Norwegischer Meister wurde Marius Lindvik, der nach dem ersten Durchgang noch auf dem vierten Rang gelegen hatte.
| Platz | Name                  | Verein                | Weite 1 | Weite 2 | Punkte |
| ----- | --------------------- | --------------------- | ------- | ------- | ------ |
| 01.   | Marius Lindvik        | Rælingen Skiklubb     | 139,5   | 135,5   | 273,6  |
| 02.   | Halvor Granerud       | Asker Skiklubb        | 139,0   | 130,5   | 266,8  |
| 03.   | Benedik Heggli        | Byåsen IL             | 141,5   | 131,0   | 266,6  |
| 04.   | Robert Johansson      | Søre Ål IL            | 139,0   | 131,0   | 265,0  |
| 05.   | Robin Pedersen        | Stålkameratene IL     | 136,5   | 129,0   | 260,1  |
| 06.   | Daniel-André Tande    | Kongsberg IF          | 136,0   | 130,5   | 259,5  |
| 07.   | Sander Vossan Eriksen | Bækkelagets SK        | 133,0   | 134,0   | 259,4  |
| 08.   | Johann André Forfang  | Tromsø Skiklub        | 137,5   | 131,0   | 253,7  |
| 09.   | Andreas Buskum        | Lensbygda Sportsklubb | 132,0   | 122,0   | 230,6  |
| 10.   | Anders Ladehaug       | Nordre Land IL        | 127,5   | 122,0   | 221,0  |
| 11.   | Jonas Sandell         | Tromsø Skiklub        | 125,5   | 122,0   | 220,4  |
| 12.   | Anders Håre           | Vikersund IF          | 123,5   | 118,5   | 212,8  |
| 13.   | Oscar Westerheim      | Bækkelagets SK        | 129,0   | 117,5   | 209,2  |
| 14.   | Jo Mellingsæter       | Orkdal IL             | 124,5   | 117,5   | 204,7  |
| 15.   | Matias Braathen       | Øvrevoll Hosle IL     | 126,0   | 118,5   | 203,6  |

| Platz | Name                  | Verein             | Weite 1 | Weite 2 | Punkte |
| ----- | --------------------- | ------------------ | ------- | ------- | ------ |
| 16.   | Espen Bjørnstad       | Byaasen Skiklubb   | 126,0   | 115,0   | 202,2  |
| 17.   | Fredrik Villumstad    | Skimt              | 122,0   | 118,0   | 201,9  |
| 18.   | Andreas Varsi Breivik | Tromsø Skiklub     | 119,5   | 116,0   | 198,3  |
| 19.   | Adrian Gundersrud     | Jardar IL          | 123,0   | 118,5   | 198,0  |
| 20.   | Espen Jacobsen        | Orkdal IL          | 121,5   | 117,0   | 197,1  |
| 21.   | Richard Haukedal      | Bækkelagets SK     | 123,0   | 113,0   | 194,2  |
| 22.   | Sondre Ringen         | Bækkelagets SK     | 127,5   | 110,0   | 192,5  |
| 23.   | Kristoffer Sundal     | IL Koll            | 122,5   | 111,5   | 171,5  |
| 24.   | Simen Kvarstad        | Byåsen IL          | 110,0   | 108,5   | 166,4  |
| 25.   | Sindre Jørgensen      | Asker Skiklubb     | 117,5   | 105,0   | 165,9  |
| 26.   | Eirik Leander Fystro  | Leira IL           | 115,5   | 105,0   | 161,8  |
| 27.   | Benjamin Østvold      | Lensbygda SK       | 116,0   | 103,0   | 159,2  |
| 28.   | Simen Vikan           | Steinkjer Skiklubb | 121,5   | 098,5   | 157,6  |
| 29.   | Iver Olaussen         | Byåsen IL          | 121,0   | 099,0   | 151,8  |
| 30.   | Joacim Bjøreng        | Røykenhopp         | 115,5   | 104,0   | 150,9  |

### Frauen
Am Meisterschaftsspringen der Frauen kamen neun Athletinnen in die Wertung, wohingegen weitere drei nicht an den Start gingen.
| Platz | Name                 | Verein                  | Weite 1 | Weite 2 | Punkte |
| ----- | -------------------- | ----------------------- | ------- | ------- | ------ |
| 01.   | Eirin Maria Kvandal  | Mosjøen IL              | 120,0   | 121,5   | 198,3  |
| 02.   | Silje Opseth         | Holeværingen IL         | 115,0   | 117,5   | 194,1  |
| 03.   | Thea Minyan Bjørseth | Lensbygda Sportsklubb   | 109,5   | 109,0   | 163,7  |
| 04.   | Anna Odine Strøm     | Alta IF                 | 106,0   | 109,5   | 150,0  |
| 05.   | Gyda Westvold Hansen | IL Nansen               | 105,5   | 098,0   | 129,6  |
| 06.   | Marte Leinan Lund    | Tolga IL                | 091,0   | 093,5   | 094,4  |
| 07.   | Karoline Skatvedt    | Trøgstad Skiklubb – Ski | 087,0   | 095,0   | 084,8  |
| 08.   | Karoline Røstad      | Skogen IL               | 088,5   | 089,0   | 074,9  |
| 09.   | Eva Amble            | Ullensaker Skiklubb     | 073,0   | 075,0   | 014,7  |